# Brigitte Barazer de Lannurien
Brigitte Barazer de Lannurien (1943) è una modella francese, vincitrice del titolo di Miss Costa Smeralda 1959 e Miss Francia 1960.
Brigitte Barazer de Lannurien fu eletta Miss Francia il 31 dicembre 1959 presso il Grand Casino di Aix-les-Bains. Brigitte Barazer di Lannurien arrivava al concorso con il titolo di Miss Costa Smeralda, dato che all'epoca, il titolo di "Miss Gran Bretagna" non esisteva. In seguito si classificò quarta a Miss Europa 1960.